# Pseudocordulia elliptica
Pseudocordulia elliptica är en trollsländeart som beskrevs av Tillyard 1913. Pseudocordulia elliptica ingår i släktet Pseudocordulia och familjen skimmertrollsländor. Inga underarter finns listade i Catalogue of Life.